# Djævlekløften (Liselund)
 For alternative betydninger, se Djævlekløften (flertydig). (Se også artikler, som begynder med Djævlekløften)
Djævlekløften er en kløft i parken i Liselund Park på Møn.
En bæk løber som vandfald gennem kløften og ud i havet.
Kløften er afbildet i et maleri af C.W. Eckersberg fra 1809.